# Ahl al-bait
Ahl al-bait (arabisch أهل البيت ‚Leute des Hauses‘) ist ein Begriff, mit dem in vor- und frühislamischer Zeit die herrschende Familie eines arabischen Stammes oder Gemeinwesens bezeichnet wurde. In frühislamischer Zeit wurde dieser Begriff zum Beispiel für die Familie der Umaiyaden verwendet. In späterer Zeit bezogen auch die Abbasiden den Begriff auf sich. Heute wird er fast ausschließlich für die Familie bzw. die Nachkommen des islamischen Propheten Mohammed verwendet, wobei die Grenze dieses Personenkreises je nach Lehrrichtung und Konfession unterschiedlich weit gezogen wird.

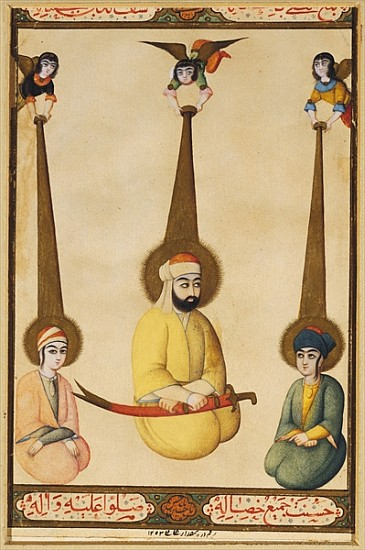
Die drei Imame ʿAlī ibn Abī Tālib mit seinen Söhnen Hasan ibn ʿAlī und al-Husain ibn ʿAlī (aus einem kadscharischen Manuskript)

## Verwendung des Begriffs im Koran
Der Begriff Ahl al-bait kommt im Koran dreimal vor.
- Der Vers 73 der Sure Hud bezieht sich auf Abraham und seine Frau. „Da sprachen jene: ‚Wunderst du dich über den Beschluß Allahs? Allahs Gnade und Seine Segnungen sind über euch, oh Leute des Hauses. Wahrlich, Er ist Preiswürdig, Ruhmvoll.‘“ – 11:73
- Der Vers 12 der Sure al-Qasas bezieht sich auf das Volk von Moses. „Und vordem hatten Wir ihm die Ammen verwehrt. Da sagte sie (seine Schwester): ‚Soll ich euch zu Leuten eines Hauses führen, die an eurer Stelle für ihn sorgen und ihm wohlgesinnt sind?‘“ – 28:12
- „Gott möchte ja die Unreinheit von euch nehmen, ihr Leute des Hauses, und euch ganz und gar reinigen.“ – 33:33

Während im Vers 11:73 und 28:12 klar ist, wer zu der Ahl al-bait gehört, wird der Personenkreis im Vers 33:33 sehr unterschiedlich beurteilt. Eine Auffassung, die sowohl von den schiitischen als auch von vielen sunnitischen Gelehrten geteilt wird, besagt, dass sich der Begriff auf die Ahl al-Kisaʾ, d. h. auf Mohammed, ʿAlī, Fāṭima, Hasan und Husain bezieht.

## Sunnitische Interpretationen
Für die Sunniten zählen heute zumindest sämtliche Gattinnen des Propheten, seine Tochter Fatima, deren Mann Ali ibn Abi Talib sowie die Söhne aus dieser Verbindung, Hasan und Husain, zu den Ahl al-bait, doch wurde die Zugehörigkeitsgrenze auch schon wesentlich großzügiger gezogen.

## Schiitische und alevitische Interpretationen
Bei den Schiiten und Aleviten, für die die Prophetenfamilie (vor allem wegen des Imamats) eine herausragende Rolle spielt, ist der Personenkreis hingegen eher eingeschränkt. Die Zwölfer-Schiiten rechnen neben Mohammed nur Fatima, Ali, Hasan und Husain – also die Ahl al-Kisa (nach einer bekannten Überlieferung, dem Hadith al-Kisa) – sowie deren direkte Nachkommenschaft zu den Ahl al-bait. Nach ihrem Glauben handelt es sich hierbei im Kern um die „Vierzehn Unfehlbaren“. Die „Liebe zu den Ahl al-bait“ (mawaddat-i ahl-i bait) ist nach Auffassung von Ajatollah ʿAbd al-Husain Dastghaib (gest. 1981) eine der wichtigsten von Gott auferlegten Pflichten (farāʾiż-i ilāhīya).
Die zaiditischen Schiiten verwenden den Begriff Ahl al-bait für ihre Imame aus der Nachkommenschaft Mohammeds. Sowohl bei ihnen als auch bei den Muʿtaziliten gilt der Konsensus der Ahl al-bait als rechtskräftiges Argument.